# Vernon Hartshorn

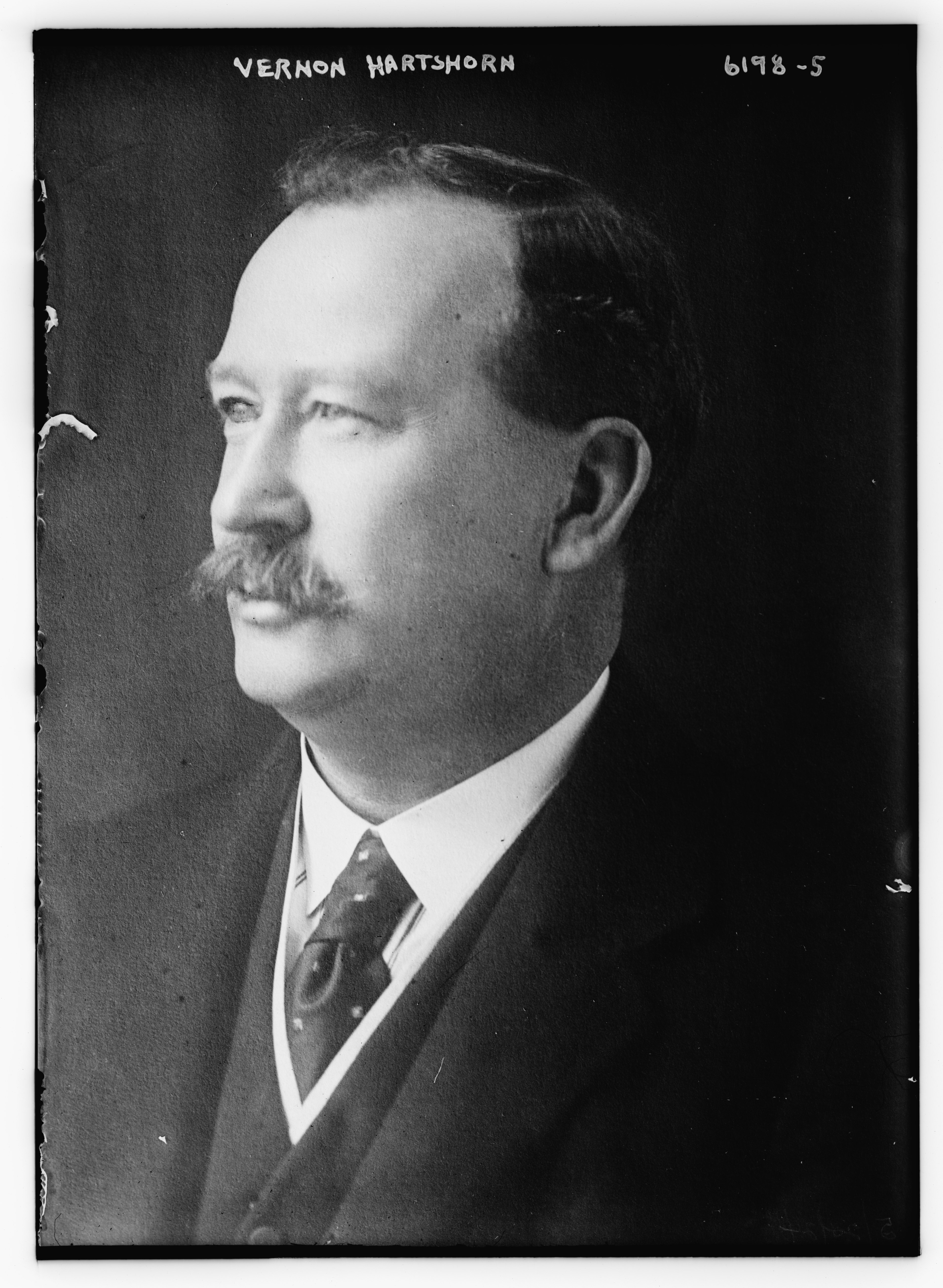
Vernon Hartshorn

Vernon Hartshorn OBE (* 16. März 1872 in Pontywaun, Crosskeys, Monmouthshire, Wales; † 13. März 1931 in Hill Crest, Maesteg, Glamorgan) war ein britischer Gewerkschaftsfunktionär und Politiker der Independent Labour Party (ILP) und Labour Party, der bis zu seinem Tod 13 Jahre lang den Wahlkreis Ogmore als Mitglied des House of Commons vertrat, 1924 Postminister sowie von 1930 bis zu seinem Tod 1931 Lordsiegelbewahrer war.

## Leben

### Gewerkschaftsfunktionär und erfolglose Unterhauskandidaturen
Hartshorn war der älteste Sohn des Bergmanns Theophilus Hartshorn und dessen Ehefrau Helen Gregory und arbeitete nach dem Besuch der örtlichen Grundschule zunächst ebenfalls als Bergarbeiter in Risca, ehe er Angestellter im Büro einer Bergwerksgesellschaft im Hafen von Cardiff wurde. Später kehrte er zum Bergwerk zurück, nachdem er von den dortigen Bergarbeitern zum Kontrolleur der Waagen des Bergwerksbesitzers gewählt wurde. Dabei handelte es sich um eine Vertrauensstellung, da sich nach dem Gewicht der geförderten Kohle der Lohn der Bergleute bestimmte. Der zu den Primitive Methodists gehörende Hartshorn trat der Independent Labour Party (ILP) als Mitglied bei und wurde 1905 zum Vertrauensmann der Bergarbeiter von Maesteg gewählt und wurde dadurch Gewerkschaftsfunktionär der South Wales Miners’ Federation.
Bei einer Nachwahl (By-election) kandidierte Hartshorn für die ILP im Wahlkreis Mid Glamorgan erstmals für ein Mandat im Unterhaus, unterlag aber mit 6.210 Stimmen dem Kandidaten der Liberal Party, Frederick William Gibbins, auf den 8.920 Wählerstimmen entfielen. Auch bei den darauf folgenden Unterhauswahlen vom 19. Dezember 1910 bewarb er sich als Nachfolger von Gibbins in diesem Wahlkreis, verlor aber auch dieses Mal gegen den Gegenkandidaten der Liberal Party, John Hugh Edwards, der 7.624 Stimmen bekam, während er 6.102 Wählerstimmen bekam.

### Gewerkschaftsführer und Erster Weltkrieg
1911 wurde Hartshorn sowohl Mitglied des Exekutivrates der ILP als auch Mitglied des Nationalen Exekutivrates der Miners’ Federation of Great Britain (MFGB), der Dachgewerkschaft der britischen Bergarbeiter. Er gehörte damit zu einer Reihe jüngerer radikaler Gewerkschaftsfunktionäre, die nach den Streiks in dem im Clydach-Tal gelegenen Cambrian-Bergwerk (Cambrian Colliery) eine Reihe älterer Arbeiterfunktionäre ablöste. 1912 spielte er eine führende Rolle beim Streik um Mindestlöhne für Bergarbeiter.
Während des Ersten Weltkrieges unterstützte Hartshorn die Kriegsanstrengungen und war Mitglied des Organisationsausschusses für Kohlenhandel, des Beirates für Kohlenkontrolleure sowie des Ausschusses für Arbeitsunruhen von Südwales. Für diese loyale Unterstützung der kriegswichtigen Bergwerksindustrie wurde ihm 1918 das Offizierskreuz des Order of the British Empire (OBE) verliehen. Dies führte allerdings zeitweilig zu Misstrauen auf Seiten der Gewerkschaftsmitglieder gegen ihn.
1920 trat er nach Meinungsverschiedenheiten über die Taktik bei Streiks vorübergehend als Mitglied des Nationalen Exekutivrates der Miners’ Federation of Great Britain zurück, wurde aber 1922 wieder Mitglied dieses Gremiums, nachdem er zum Präsidenten der South Wales Miners’ Federation gewählt worden war.

### Unterhausabgeordneter, Postminister und der Sinowjew-Brief
Hartshorn wurde als Kandidat der Labour Party bei den Wahlen vom 14. Dezember 1918 im neugeschaffenen Wahlkreis Ogmore erstmals zum Mitglied des House of Commons gewählt und gehörte diesem bis zu seinem Tod an.
Bei den Unterhauswahlen vom 6. Dezember 1923 gewann die Labour Party 191. Obwohl die Conservative Party 258 Mandate gewonnen hatte, kündigte der frühere Premierminister und Führer der Liberal Party Herbert Henry Asquith an, dass er die konservative Tory-Regierung von Premierminister Stanley Baldwin nicht unterstützen wird. Nach Asquiths Ansicht konnte damit der Versuch einer Labour-Regierung unter denkbar sicheren Bedingungen unternommen werden.
Der Vorsitzende der Labour Party, Ramsay MacDonald, willigte in die Bildung einer Minderheitsregierung und wurde damit am 23. Januar 1924 als erstes Mitglied der Labour Party britischer Premierminister. Er sah sich allerdings bereits bei der Regierungsbildung dem Problem ausgesetzt, dass die meisten Abgeordneten der Labour Party über wenig oder gar keine Verwaltungserfahrung verfügten. Hartshorn selbst wurde von Premierminister MacDonald zum Postminister (Postmaster General) in dessen Kabinett berufen und gehörte diesem bis zum Ende von MacDonalds Amtszeit am 4. November 1924 an.
Im Oktober 1924 fing der Inlandsgeheimdienst MI5 (Security Service) einen vom Vorsitzenden der Kommunistischen Internationale, Grigori Jewsejewitsch Sinowjew, verfassten Brief an die Communist Party of Great Britain gerichteten Brief ab, in dem dieser die britischen Kommunisten bedrängte, eine Revolution durch Akte der Aufwiegelung zu fördern. Der Generaldirektor des MI5, Vernon Kell, sowie der Leiter von dessen Sonderabteilung, Basil Thomson, teilten Premierminister MacDonald mit, dass der Brief aus deren Sicht echt sei. Es wurde vereinbart, dass der Brief geheim gehalten werden sollte, allerdings erlangten durch eine unbekannte Person die Tageszeitungen The Times und Daily Mail vom Inhalt des Briefes Kenntnis. Die beiden Zeitungen veröffentlichten den Brief daraufhin vier Tage vor den Unterhauswahlen vom 29. Oktober 1924 und trugen somit zur Niederlage von MacDonalds Labour Party bei. Die Conservative Party gewann 412 Sitze und konnte mit Stanley Baldwin den Premierminister stellen, während die Labour Party vierzig Mandate verlor und nur noch über 151 Unterhausmandate verfügte. MacDonald wurde daraufhin Oppositionsführer im House of Commons.

### Simon-Kommission und Lordsiegelbewahrer
1927 wurde Hartshorn zum Mitglied der sogenannten siebenköpfigen Simon-Kommission (Indian Statutory Commission) ernannt, die unter dem Vorsitz von John Allsebrook Simon für Britisch-Indien die Empfehlungen für eine indische Verfassung ausarbeiten sollte.
Bei den Unterhauswahlen vom 30. Mai 1929 gewann die Labour Party 287 Sitze und wurde damit zur größten Fraktion im House of Commons. MacDonald wurde daraufhin am 8. Juni 1929 abermals Premierminister, war aber erneut auf die Unterstützung der Liberal Party angewiesen. Der Premierminister kündigte an, dass Hartshorn nach Beendigung der Arbeit der Simon-Kommission mit einem Kabinettsposten bedacht würde.
Im Juni 1930 übernahm Hartshorn in MacDonalds zweiter Regierung als Nachfolger von James Henry Thomas das Amt des Lordsiegelbewahrers (Lord Privy Seal), das er bis zu seinem Tod am 13. März 1931 ausübte. Nachfolger wurde anschließend am 24. März 1931 der bisherige Unterstaatssekretär im Schottlandministerium, Thomas Johnston. Als Lordkanzler war Hartshorn in MacDonalds Regierung insbesondere für die Beschäftigungspolitik zu Beginn der Weltwirtschaftskrise verantwortlich.
Er verstarb am 13. März 1931 in seinem Haus in Hill Crest, Maesteg, Glamorgan. Aus seiner 1899 mit der Bergarbeitertochter Mary Matilda Winsor geschlossenen Ehe gingen zwei Söhne und eine Tochter geboren.

## Hintergrundliteratur
- Peter Stead: Vernon Hartshorn: Miners’ Agent and Cabinet Minister, in: Glamorgan Historian, Heft 6, 1969, S. 83–94